# KF Arbëria Lipljan
KF Arbëria Lipljan (alb. Klubi Futbollistik Arbëria Lipjan, serb. Фудбалски клуб Арбериа Липјан) – kosowski klub piłkarski, mający siedzibę w mieście Lipljan, w środku kraju. Obecnie występuje w Liga e Dytë.
Powstał w 1977 roku jako KF Arbëria. W sezonie 2019/2020 zajął drugie miejsce w Liga e Parë i zdobył historyczny awans do Superligi. W debiutanckim sezonie uplasował się na przedostatnim miejscu i wrócił do niższej ligi.

## Historyczne loga

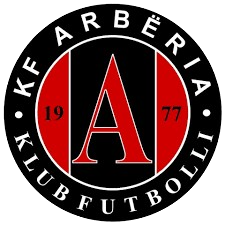
Obecne logo

## Sezony
| Sezon     | Liga              | M  | Z  | R | P  | Br+ | Br- | Pkt | Pozycja | Puchar          | Źródło |
| --------- | ----------------- | -- | -- | - | -- | --- | --- | --- | ------- | --------------- | ------ |
| Od 2016   |                   |    |    |   |    |     |     |     |         |                 |        |
| 2016/2017 | Liga e Dytë (III) | 28 | 19 | 3 | 6  | 83  | 34  | 60  | 5.      | Runda wstępna 4 | [ 3 ]  |
| 2017/2018 | Liga e Dytë (III) | 30 | 26 | 3 | 1  | 130 | 33  | 81  | 1. (A)  | 1/8 finału      | [ 4 ]  |
| 2018/2019 | Liga e Parë (II)  | 30 | 11 | 4 | 15 | 37  | 48  | 37  | 9.      | 1/16 finału     | [ 5 ]  |
| 2019/2020 | Liga e Parë (II)  | 20 | 10 | 6 | 4  | 34  | 26  | 36  | 2. (A)  | 1/8 finału      | [ 6 ]  |
| 2020/2021 | Superliga (I)     | 36 | 11 | 7 | 18 | 42  | 58  | 40  | 9. (S)  | 1/8 finału      | [ 2 ]  |